# Montbenoît
Montbenoît ist eine ehemalige französische Gemeinde mit 399 Einwohnern (Stand: 1. Januar 2022) im Département Doubs in der Region Bourgogne-Franche-Comté. Sie gehörte zum Arrondissement Pontarlier. Die Bewohner werden Saugets und Saugettes genannt.
Montbenoît gehört zur Mikronation Freie Republik Saugeais (République du Saugeais).
Der Erlass des Präfekten vom 25. September 2024 legte mit Wirkung zum 1. Januar 2025 die Eingliederung von Montbenoît als Commune déléguée zusammen mit den früheren Gemeinden Hauterive-la-Fresse, La Longeville, Montflovin und Ville-du-Pont zur Commune nouvelle Pays-de-Montbenoît fest.

## Geografie

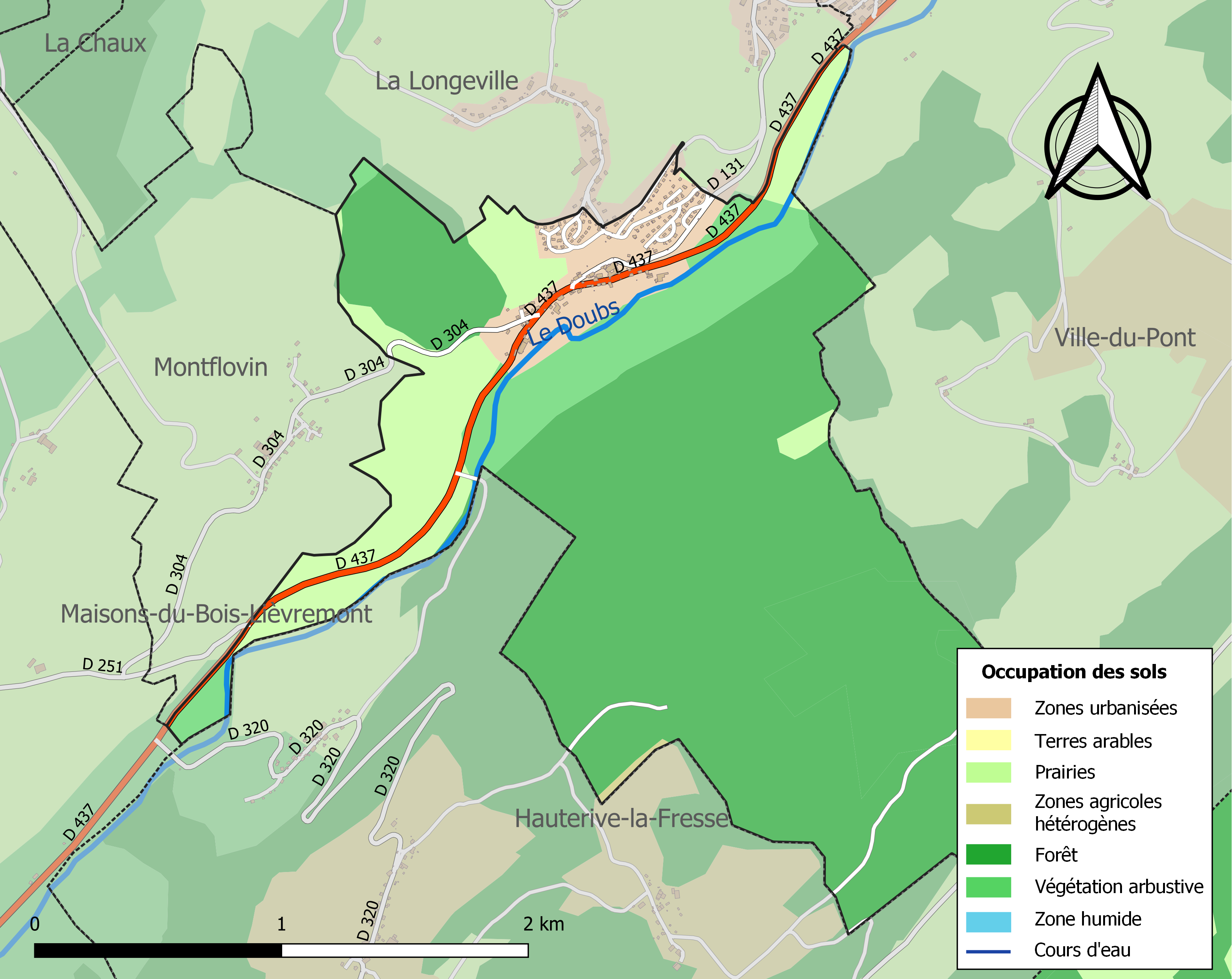
Bodennutzung und Infrastruktur von Montbenoît (2018)

Montbenoît liegt auf etwa 783 m Höhe, etwa 13 Kilometer ostnordöstlich von Pontarlier (Luftlinie) nahe der Grenze zur Schweiz in der historischen Provinz der Franche-Comté. Das Straßendorf erstreckt sich im Jura, im Val du Saugets am nördlichen Ufer des Doubs, nördlich der Jurahöhen der Montagne du Larmont.
Die Fläche des Ortsgebiets umfasst einen Abschnitt des französischen Juras. Der nördliche Teil des Gebietes wird von der offenen Talniederung des Doubs eingenommen, der hier nach Nordosten durch das Val du Saugets fließt. Auch die nördlich angrenzenden Hänge gehören zu Montbenoît. Nach Süden erstreckt sich das Ortsareal über einen relativ steilen, bewaldeten Hang bis auf die Höhe der Forêt Domaniale de Ban (1085 m). Mit 1125 m wird auf einem Höhenzug, der zum System der Montagne du Larmont gehört, die höchste Erhebung von Montbenoît erreicht.
Rund 70 % der Fläche von Montbenoît sind bewaldet, rund 13 % werden landwirtschaftlich genutzt, hauptsächlich als Weideland, rund 10 % entfallen auf Flächen mit Strauch- und/oder Kräutervegetation, rund 7 % auf bebaute Flächen (Stand: 2018).
Umgeben wird Montbenoît von den Communes déléguées La Longeville im Norden, Ville-du-Pont im Osten, Hauterive-la-Fresse im Süden sowie Montflovin im Westen.

## Geschichte
Die Ortsgeschichte von Montbenoît geht vermutlich auf das 11. Jahrhundert zurück, als sich hier ein Eremit namens Benoît niederließ. Mit einer Schenkung der Herren von Joux in der ersten Hälfte des 12. Jahrhunderts wurde ein Geistlicher aus Besançon beauftragt, ein Kloster zu gründen. Dieses Augustinerchorherrenstift ist seit 1141 urkundlich belegt. Die Mönche, die zum Teil aus der Schweiz hierhergekommen waren, sorgten für die Rodung und Urbarmachung der näheren und weiteren Umgegend. In den folgenden Jahrhunderten hatte Montbenoît die klösterliche Herrschaft über das Val du Saugets inne, wobei es unter der Oberhoheit der Freigrafschaft Burgund und den Herren von Joux stand. Das Kloster entwickelte sich rasch zum geistlichen Zentrum des Haut-Doubs. Die Klosterkirche wurde zur Grablege der Herren von Joux.
Im Dreißigjährigen Krieg wurde das Kloster von Truppen des Herzogs Bernhard von Sachsen-Weimar verwüstet. Zusammen mit der Franche-Comté gelangte Montbenoît mit dem Frieden von Nimwegen 1678 an Frankreich. Danach wurde die Herrschaft bis 1773 von den Mönchen verwaltet. Seit der Französischen Revolution bis zur Änderung der Zusammensetzung der Kantone 2015 war Montbenoît Hauptort des gleichnamigen Kantons. 
Im Jahr 1947 wurde es zudem der Hauptort der Mikronation Freie Republik Saugeais (République du Saugeais) erklärt.

## Bevölkerungsentwicklung

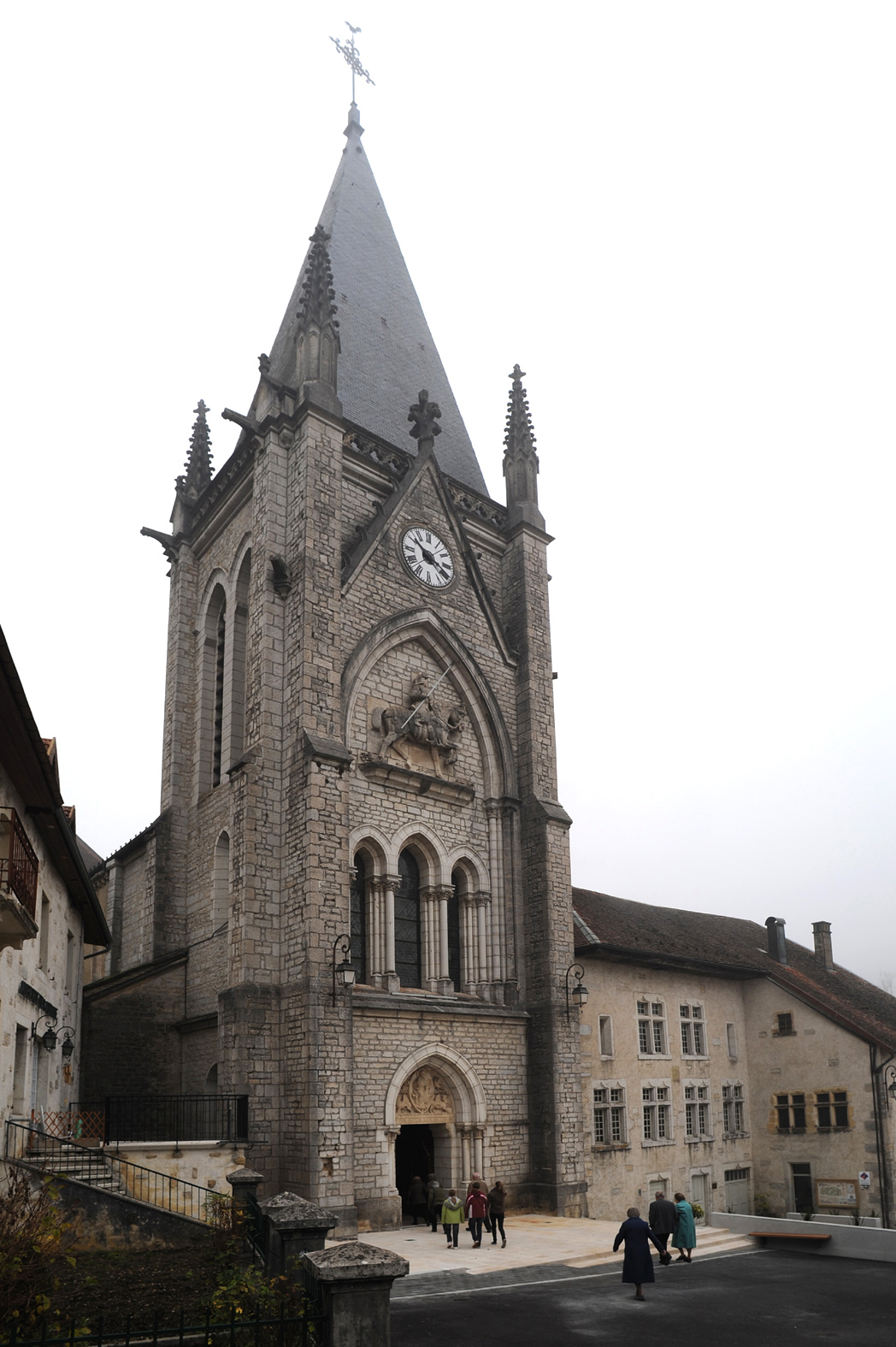
Kirche und ehemaliges Augustinerkloster

| Jahr                       | 1962 | 1968 | 1975 | 1982 | 1990 | 1999 | 2006 | 2013 | 2020 |
| -------------------------- | ---- | ---- | ---- | ---- | ---- | ---- | ---- | ---- | ---- |
| Einwohner                  | 180  | 205  | 182  | 163  | 238  | 219  | 329  | 398  | 398  |
| Quellen: Cassini und INSEE |      |      |      |      |      |      |      |      |      |

Nachdem die Einwohnerzahl in der ersten Hälfte des 20. Jahrhunderts markant abgenommen hatte (1886 wurden noch 283 Personen gezählt), wurde seit Beginn der 1980er Jahre wieder ein deutliches Bevölkerungswachstum verzeichnet.

## Sehenswürdigkeiten
Kloster und Kirche Montbenoît bilden zusammen den bedeutendsten mittelalterlichen religiösen Komplex des Département Doubs, der sehr gut erhalten ist. Mit dem Bau der romanischen Klosterkirche wurde im 12. Jahrhundert begonnen. In den späteren Jahrhunderten wurden verschiedene Umgestaltungen unternommen; so stammt der Chorraum beispielsweise aus dem 16. Jahrhundert und ist im spätgotischen Flamboyantstil gehalten. Die Kirche besitzt eine reiche Ausstattung, darunter das geschnitzte Chorgestühl (16. Jahrhundert), verschiedene bedeutende Statuen aus dem 15. und 16. Jahrhundert sowie eine Kanzel aus dem 17. Jahrhundert.
Vorwiegend aus dem 15. und 16. Jahrhundert stammt die Bausubstanz der Klostergebäude. Ebenfalls aus dieser Zeit datiert der Kreuzgang, der in romanisch-gotischem Stil gehalten ist. Am westlichen Ortseingang steht der Herrschaftssitz Morand-Val.
Kirche und Kloster sind seit 2013 in Teilen als Monument historique klassifiziert, in restlichen Teilen eingeschrieben.

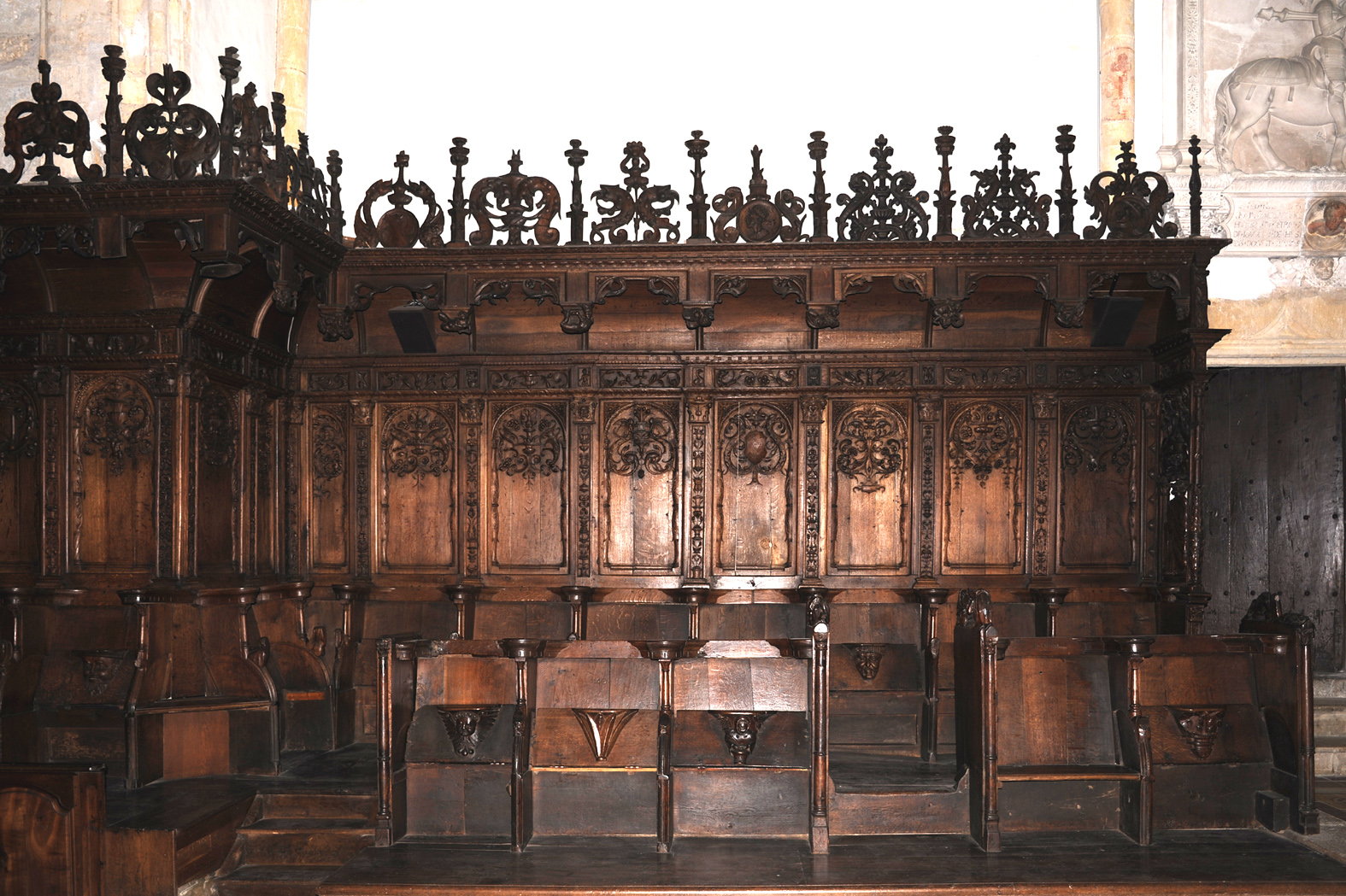
Chorgestühl
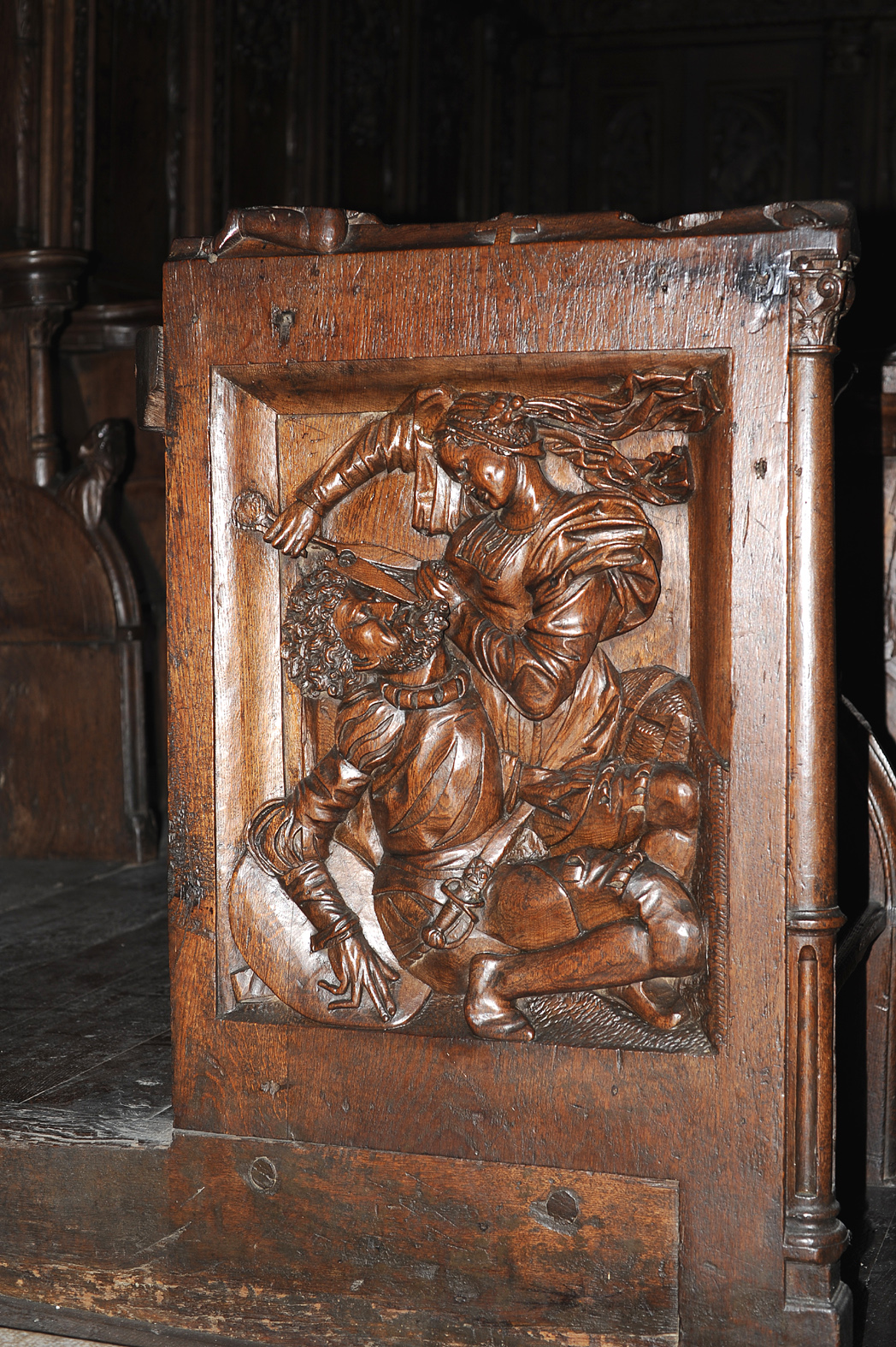
Chorgestühl: Samson und Dalila
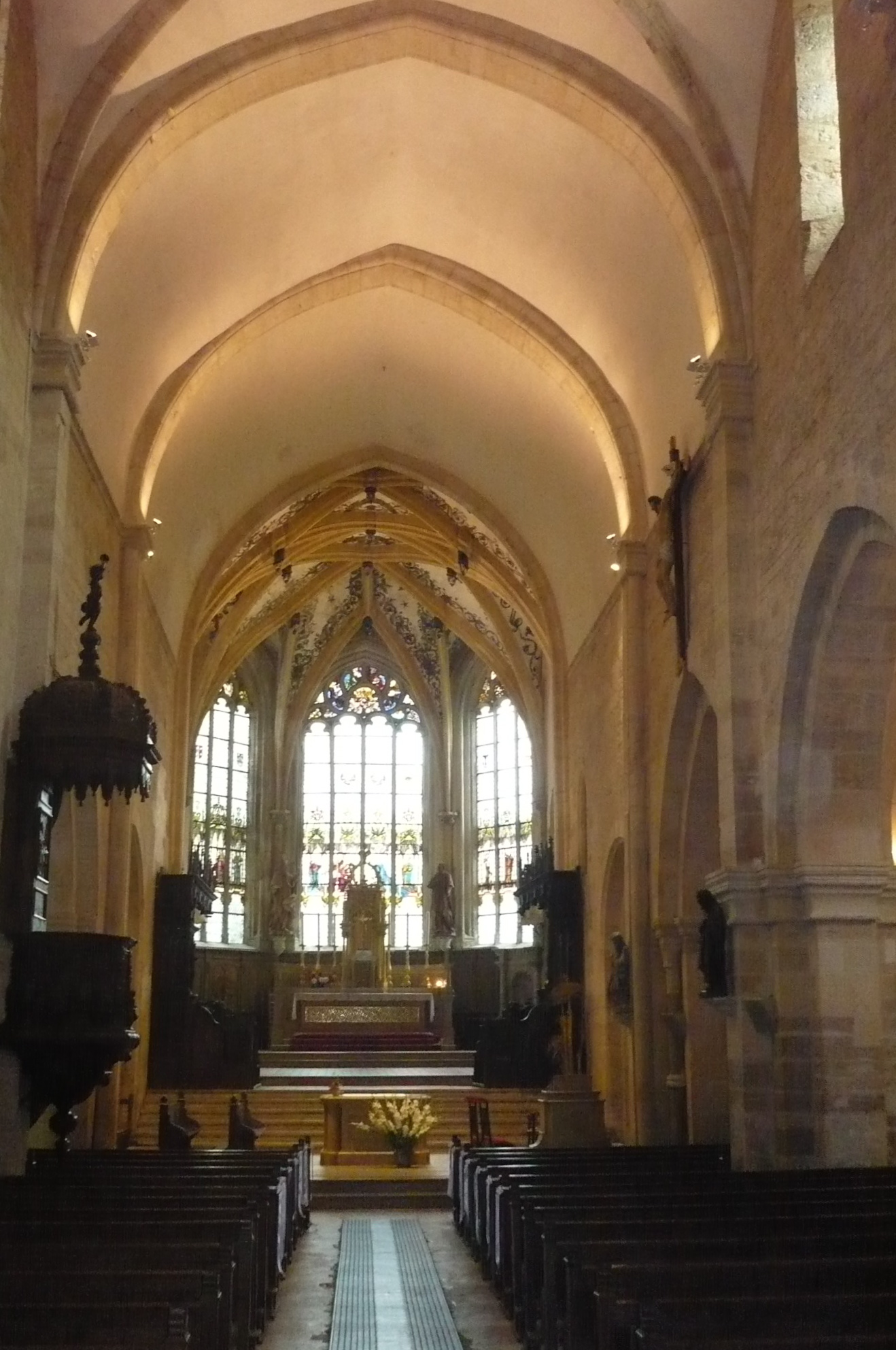
Kirche
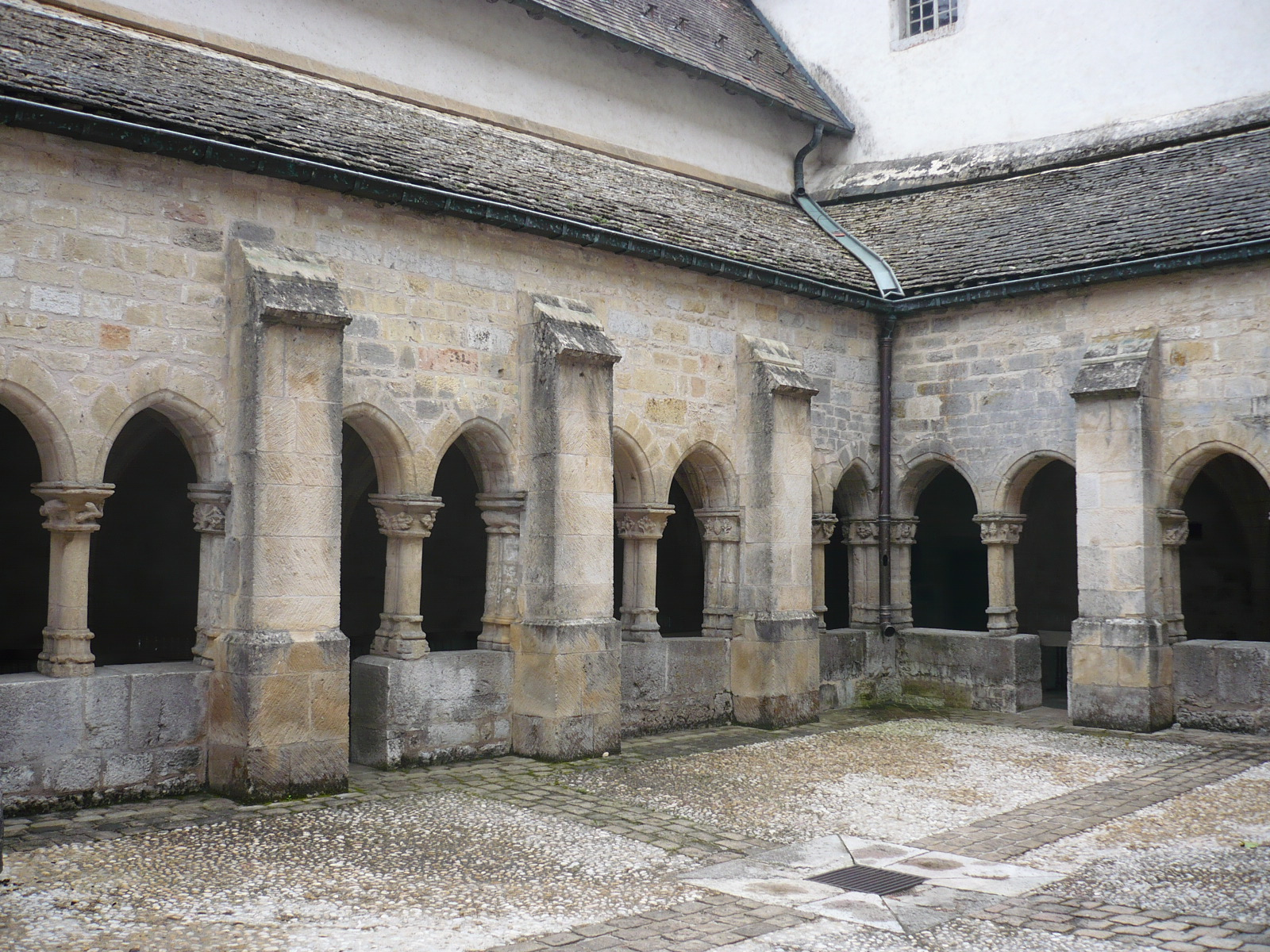
Kreuzgang
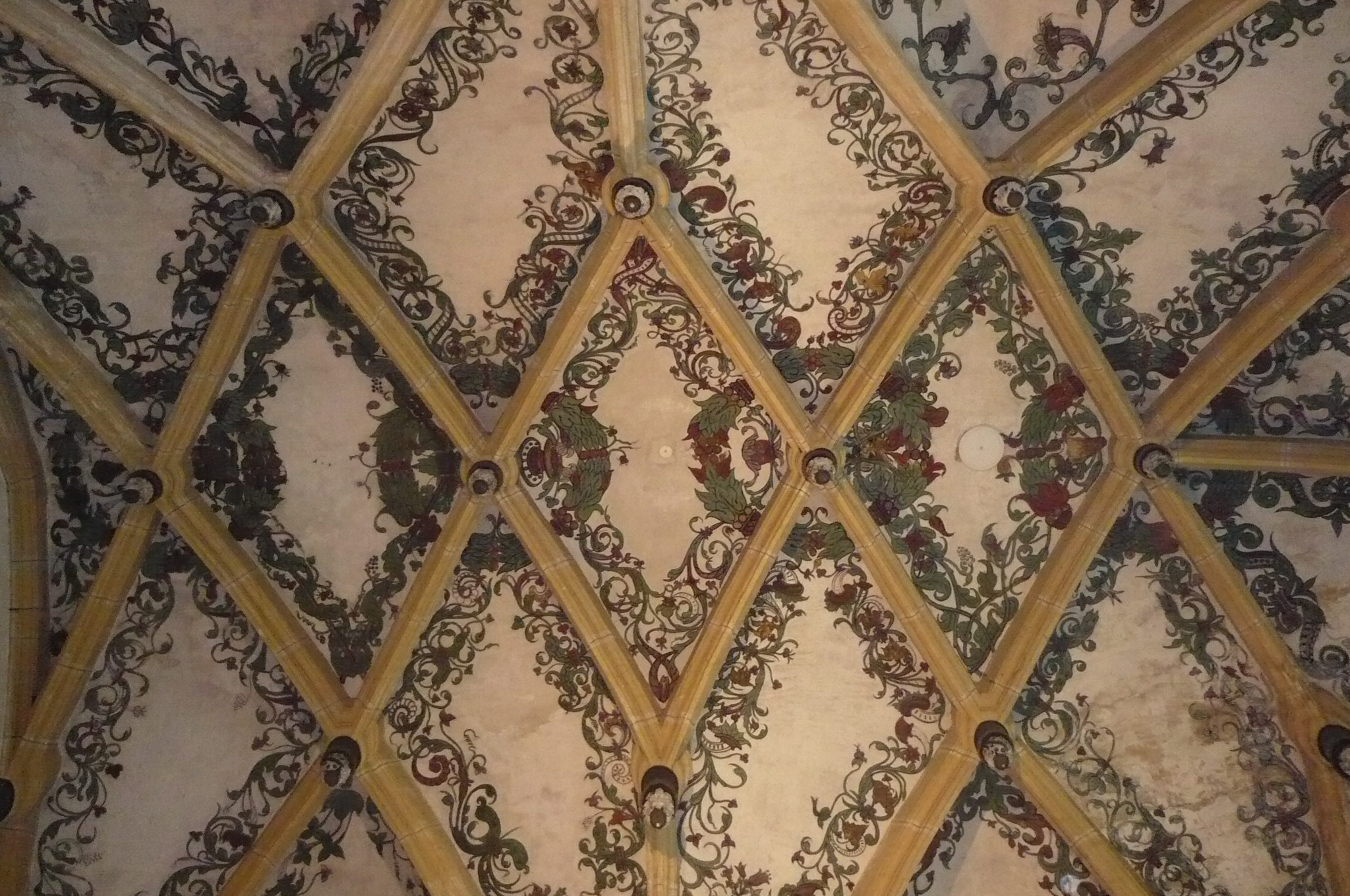
Deckengewölbe

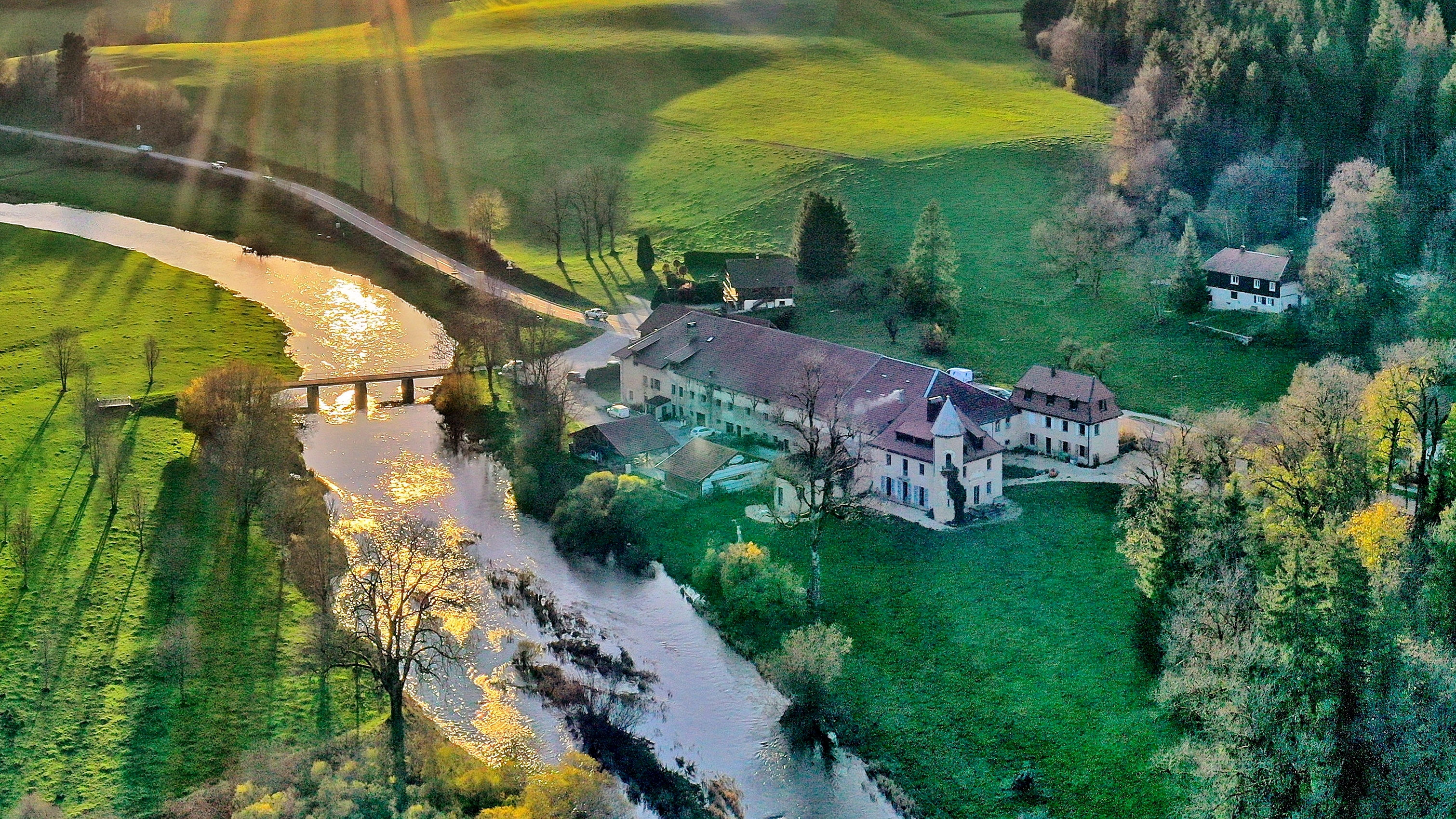
Schloss Morand Val am Ufer des Doubs

Das Schloss Morand Val stammt aus dem 18. und 19. Jahrhundert.

## Persönlichkeiten
- Paul Letondal (1831–1894), kanadischer Organist, Pianist, Cellist, Komponist und Musikpädagoge französischer Herkunft. Geboren in Montbenoît